# Club Ciudad de Bolívar
Le Club Ciudad de Bolívar (ou Bolívar Voley) est un club de volley-ball argentin fondé en 2002 par Marcelo Tinelli et basé à San Carlos de Bolívar dans la province de Buenos Aires.
Le club a remporté le championnat la même saison qu'il a fait ses débuts et depuis, Bolívar a remporté plusieurs fois le championnat.
1. 1 2  Seuls les principaux titres en compétitions officielles sont indiqués ici.